# Amaia Montero
Amaia Montero Saldías (Irun, 26 de agosto de 1976), mais conhecida como Amaia Montero, é uma cantora e compositora espanhola também conhecida principalmente como ex-vocalista da banda pop espanhola La Oreja de Van Gogh entre 1996 e 2007. 
Amaia cantou em vários idiomas, incluindo basco, espanhol, catalão, italiano, francês e inglês. Ela também escreveu alguns dos singles de maior sucesso da banda em suas versões originais, incluindo "Mariposa" (2000) e "Puedes Contar Conmigo" (2003), entre muitos outros. Incluindo seu trabalho com a banda, Montero já vendeu mais de 10 milhões de álbuns em todo o mundo.
Somando os discos que ela vendeu com sua antiga banda, e com as da sua carreira solo, os Produtores de Música da Espanha (Promusicae) confirmam que a Amaia Montero tem 3.510.000 álbuns certificados em sua carreira musical na Espanha, já que ela, ao longo de sua carreira como solista, vendeu mais de 300 mil exemplares somente em território espanhol.[carece de fontes?]

## Início de vida
Amaia nasceu em 1976, em Irun, Guipúscoa, na Espanha. Ela é filha de José Montero e Pilar Saldías, e tem uma irmã mais velha, chamada Idoia. Frequentou a Universidade do País Basco estudando Química, onde conheceu os demais integrantes do La Oreja de Van Gogh. Quando a banda ficou famosa, ela mudou os estudos para Psicologia na UNED. Mais tarde, ela parou de estudar.[carece de fontes?]

## Carreira musical

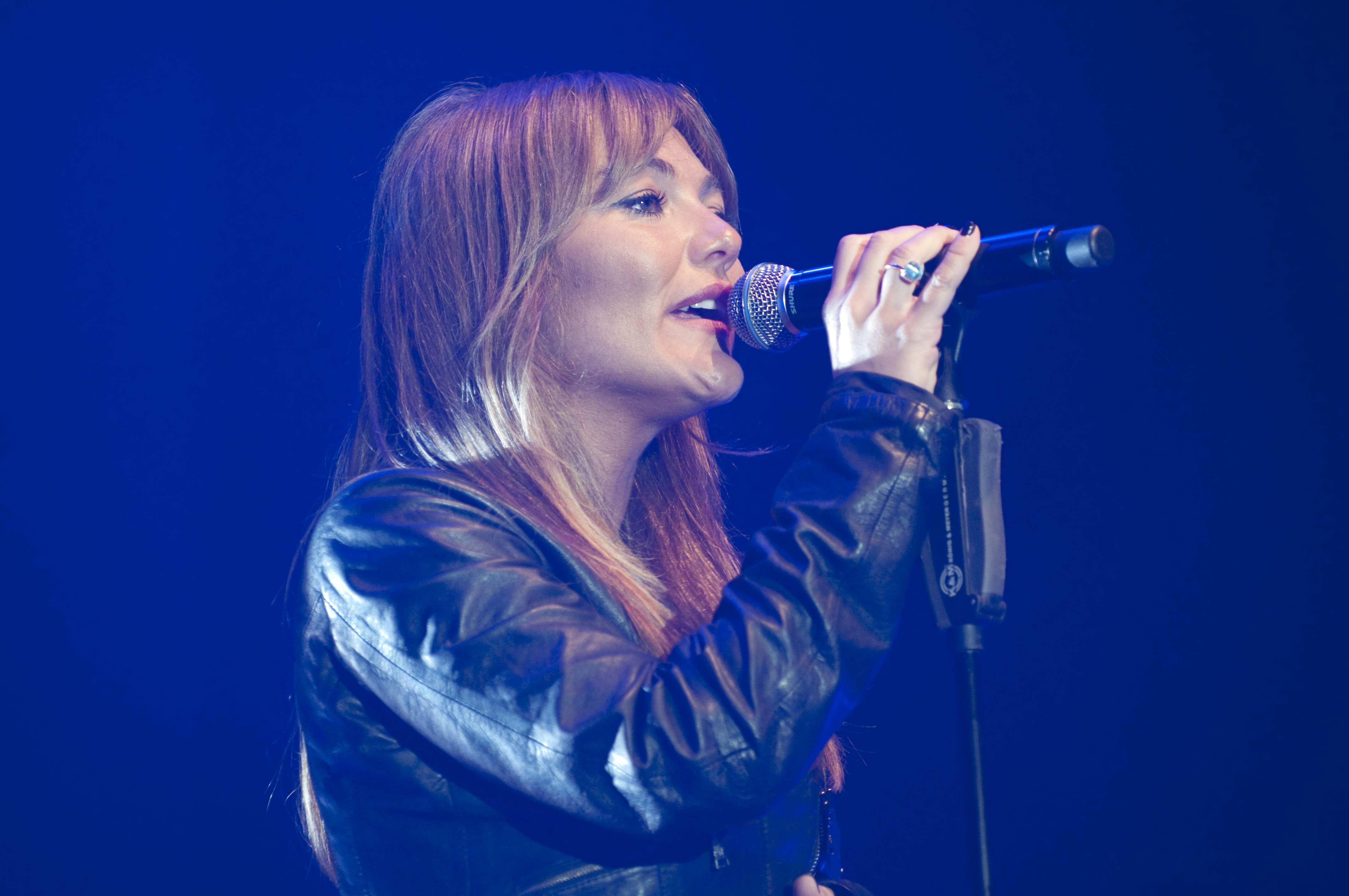
Amaia Montero em maio de 2009.

### 1996-2007: La Oreja de Van Gogh
"La Oreja de Van Gogh" foi formada em 1996, depois que o guitarrista Pablo Benegas, o baixista Álvaro Fuentes, o tecladista Xabi San Martín e o baterista Haritz Garde se conheceram em uma universidade local. Eles costumavam gravar covers de músicas de bandas locais, como Soziedad Alkoholika e bandas de rock internacionais, como U2, Janis Joplin, Tool, Pearl Jam e Nirvana, geralmente com San Martín fazendo os vocais principais. Posteriormente, Amaia Montero juntou-se à banda, a convite de Benegas. Os dois se conheceram em um jantar depois que ele ouviu Montero cantando "Nothing Compares 2 U" de Sinéad O'Connor.[carece de fontes?]
Em 18 de maio de 1998, depois de vencer o concurso de pop-rock na cidade de San Sebastián em 1997, prepararam vários envelopes para serem enviados para diferentes gravadoras, mas, finalmente, porque "eles eram desastres" de acordo com a Amaia, eles apenas enviaram uma música e um rótulo, a Sony BMG. Algum tempo depois, receberam uma ligação da empresa informando-lhes que gostaram do modelo e perguntando-lhes quantas músicas tinham; eles só tinham 3, mas Amaia disse que eles tinham composto 25. Naquele verão, em 2 meses, eles conseguiram compor 18 músicas, que seriam parte de seu primeiro álbum "Tell the sun".[carece de fontes?]
Eles assinaram um contrato com o rótulo Sony BMG e gravaram seu primeiro álbum, Dile al sol, com o qual obtiveram sete álbuns de platina na Espanha. Seu segundo álbum de estúdio, chamado El viaje de Copperpot, foi colocado em venda no dia 11 de setembro de 2000.[carece de fontes?] Com este álbum eles conseguiram consolidar sua fama, atingindo o sucesso na América Latina, vendendo mais de dois milhões de cópias em todo o mundo. Em 2001, ela foi indicada, como La Oreja de Van Gogh, para o prêmio de Melhor Artista Espanhol nos MTV Europe Music Awards.
Em 28 de abril de 2003, eles lançaram seu terceiro álbum. Que também obteve excelentes vendas vendendo mais de um milhão e meio de cópias em todo o mundo e tornando-se um dos álbuns mais vendidos da América Latina do século XXI. Eles também conseguiram obter vários reconhecimentos, incluindo uma indicação para os Grammy Awards para o melhor álbum pop latino.[carece de fontes?]
Em 2006, eles lançaram seu quarto trabalho, Guapa. E deixa o álbum no mercado, o quinteto de San Sebastián começou sua promoção através da América, dando um grande número de concertos, essa poderosa promoção na América fez com que a Guapa alcançasse no continente um número de vendas muito alto, com cerca de um milhão de cópias apenas na América, na Espanha as vendas eram muito altas, venderam mais de quinhentas e sessenta mil cópias vendidas.[carece de fontes?]
Em dezembro de 2006, eles lançaram a mais linda, uma reedição prolongada do CD Guapa, que incluiu um CD duplo, o Guapa original e um CD com músicas e modelos anteriormente inéditos dos dez anos anteriores da história do grupo. Este grande sucesso na América, juntamente com as vendas da Espanha que superaram os 560 mil discos fazem da Guapa, o terceiro disco mais vendido com alguns números aproximados de 1.500.000 cópias, eles também se tornariam seus últimos dois álbuns com o grupo. A caixa La Oreja de Van Gogh especial 1996-2006 também foi lançada, em comemoração aos dez anos da banda. Depois disso, eles se tornaram os sextos artistas musicais mais vendidos de todos os tempos na Espanha.[carece de fontes?]
Em 2007, La Oreja de Van Gogh, com Amaia como vocalista, tornou-se o 16º artista musical mais vendido de todos os tempos na Espanha.

### 2007-presente: carreira solo
Amaia anunciou sua saída do grupo em 19 de novembro de 2007, para lançar carreira solo. La Oreja de Van Gogh continua ativa e já lançou quatro álbuns de estúdio com a nova vocalista Leire Martínez.

#### Amaia Montero
Montero gravou seu primeiro álbum solo nas cidades italianas de Gênova e Milão, e mixou as músicas no Henson Recording Studios em Los Angeles. Este novo disco veio após 11 anos repletos de sucessos com La Oreja de Van Gogh. Foi lançado em 18 de novembro de 2008 na Espanha e alcançou o primeiro lugar, vendendo 40 mil cópias na primeira semana. O álbum vendeu um milhão de cópias no total.
O álbum autointitulado contém onze músicas compostas por Montero. Ela dedica uma música aos seus ex-companheiros de banda (Tulipán) e ao seu pai (lupe) que foi diagnosticado com câncer em 2006. "Quiero Ser" foi o primeiro single lançado do álbum, que alcançou a posição número um na Espanha, em sua primeira semana. Em janeiro de 2009, "Quiero Ser" se tornou o single número um mais longo na história das rádios espanholas, com 13 semanas consecutivas no primeiro lugar.
No mesmo mês, Montero começou a promover internacionalmente seu primeiro álbum solo. Após três semanas de promoção ela teve que interromper a turnê e citou motivos pessoais. Poucos dias depois, Diariovasco.com confirmou a morte do pai de Amaia.

#### 2
O segundo álbum solo de Amaia Montero, 2, foi lançado em 8 de novembro de 2011, com o single principal sendo Caminando.
Em 2012, gravou um cover de "Moon River" em catalão intitulado "Riu de lluna", para o CD da maratona La Marató da TV3.

## Discografia
Os álbuns e singles que Amaia lançou são:[carece de fontes?]

### Com La Oreja de Van Gogh
- 1998 - "Dile al Sol".
- 2000 - "El viaje de Copperpot"
- 2003 - "Lo que te conté mientras te hacías la dormida"

- 2006 - "Guapa"
- 2006 - "Más Guapa": Reedição do disco "Guapa", com músicas novas.
- 2008 - "LOVG - Grandes Éxitos": Colectânea.

### Solo
- 2008 - "Amaia Montero"
- 2011 - "2"
- 2014 - "Si Dios quiere yo también"
- 2018 - "Nacidos para creer"